# Liste der Abgeordneten zum Österreichischen Abgeordnetenhaus (III. Legislaturperiode)
Diese Liste der Abgeordneten zum österreichischen Abgeordnetenhaus (III. Legislaturperiode) führt alle Abgeordneten zum österreichischen Abgeordnetenhaus der III. Legislaturperiode auf. Die Legislaturperiode bestand aus einer einzigen Session, die vom 15. September 1870 bis zum 10. August 1871 dauerte (VI. Session des Abgeordnetenhaus).

## Funktionen

### Gewählte Abgeordnete
| Name                              | Kronland         | Anmerkung |
| --------------------------------- | ---------------- | --- |
| Agopsowicz de Hasso Kajetan       | Galizien         | |
| Antonietti Josip                  | Dalmatien        | |
| Attems-Gilleis Anton August von   | Niederösterreich | |
| Badeni Ladislaus                  | Galizien         | |
| Banhans Anton                     | Böhmen           | am 10. November 1870 angelobt |
| Barbo-Waxenstein Josef Emanuel    | Krain            | |
| Bartoszewski Carol                | Galizien         | |
| Bäuerle Adolf                     | Niederösterreich | |
| Baworowski Włodzimierz            | Galizien         | am 3. März 1871 angelobt |
| Beeß Georg                        | Schlesien        | |
| Benesch August                    | Mähren           | |
| Bertagnolli Kasimir               | Tirol            | am 26. September 1870 angelobt |
| Blitzfeld Rudolf                  | Schlesien        | |
| Bodnar Wladimir                   | Galizien         | |
| Bogdanowicz Ivan                  | Galizien         | am 26. September 1870 angelobt |
| Brader Cölestin                   | Tirol            | Abt von Stams |
| Brandstetter Friedrich            | Steiermark       | |
| Brestel Rudolf                    | Niederösterreich | |
| Budmani Pero                      | Dalmatien        | |
| Całkowski Christof                | Galizien         | |
| Carneri Bartholomäus              | Steiermark       | |
| Černe Anton                       | Görz             | |
| Chlumecký Johann von              | Mähren           | |
| Colombani Horaz                   | Istrien          | |
| Costa Ethbin Heinrich             | Krain            | am 19. September 1870 angelobt |
| Czankowski Qasyl                  | Galizien         | |
| Czedik von Bründelsberg Alois     | Niederösterreich | |
| Czerkawski Johann                 | Galizien         | |
| Danilo Ivan                       | Dalmatien        | |
| Daubek Eduard                     | Böhmen           | am 8. November 1870 angelobt |
| Demel von Elswehr Johann          | Schlesien        | |
| Demków Eusebius                   | Galizien         | |
| Dinstl Ferdinand                  | Niederösterreich | am 19. September 1870 angelobt |
| Di Pauli Anton                    | Tirol            | |
| Dubsky Adolf                      | Mähren           | |
| Dumba Ferdinand                   | Niederösterreich | |
| Dzwonkowski Michael               | Galizien         | |
| Edenberger Mathias                | Oberösterreich   | |
| Edlmann Ernst                     | Kärnten          | |
| Eichhoff Josef von                | Mähren           | |
| Figuly Ignaz                      | Oberösterreich   | |
| Firley Felix                      | Galizien         | am 19. September 1870 angelobt |
| Fürth Josef                       | Böhmen           | am 10. November 1870 angelobt |
| Fux Johann                        | Mähren           | |
| Garbaczyński Piotr                | Galizien         | |
| Ginzel Joseph Augustin            | Böhmen           | am 11. November 1870 angelobt |
| Giovanelli Ignaz                  | Tirol            | am 26. September 1870 angelobt |
| Giradelli Carlo                   | Triest           | Mandatsverzicht in der Sitzung am 26. September 1870 verkündet, wurde nie angelobt                                                                                          |
| Gironcoli Alois                   | Kärnten          | |
| Giskra Karl                       | Niederösterreich | |
| Glaser Julius                     | Niederösterreich | |
| Greuter Josef                     | Tirol            | am 19. September 1870 angelobt |
| Grocholski Kazimierz von          | Galizien         | |
| Gromes Franz                      | Mähren           | |
| Gross Franz                       | Oberösterreich   | |
| Groß Gustav Robert                | Böhmen           | am 10. November 1870 angelobt, Mandatsverzicht per Schreiben vom 6. Juni 1871                                                                                               |
| Gregorutti Carlo                  | Triest           | Wahl als Nachfolger von Giradelli in der Sitzung am 8. November 1870 verkündet, Mandatsverzicht in der Sitzung am 24. Februar 1871 laut Schreiben vom 20. Februar verkündet |
| Grubauer Sebastian                | Oberösterreich   | am 20. Februar 1871 angelobt |
| Gschnitzer Mathias                | Salzburg         | Mandatsverzicht am 1. August 1871 |
| Gudenus Ernst                     | Steiermark       | |
| Hackelberg-Landau Rudolf Adam von | Steiermark       | am 19. September 1870 angelobt |
| Halter Josef                      | Salzburg         | |
| Hanisch Julius                    | Böhmen           | |
| Helferstorfer Othmar              | Niederösterreich | |
| Herbst Eduard                     | Böhmen           | am 10. November 1870 angelobt |
| Hofer Lorenz                      | Niederösterreich | |
| Hopfen Franz von                  | Mähren           | |
| Hoppen Apolinary                  | Galizien         | |
| Horodyski Tomasz                  | Galizien         | am 19. September 1870 angelobt |
| Horak Ivan Nepomuk                | Krain            | |
| Hormuzaki Alexander               | Bukowina         | am 19./20. März 1871 verstorben |
| Huscher Georg                     | Böhmen           | am 8. November 1870 angelobt |
| Irschara Dominik                  | Tirol            | am 19. September 1870 angelobt |
| Janowski Ambroży                  | Galizien         | |
| Jasiński Josef                    | Galizien         | |
| Jaworski Apolinary                | Galizien         | |
| Jessernig Gabriel von             | Kärnten          | |
| Kálnoky Bela                      | Mähren           | |
| Kielmansegg Karl                  | Niederösterreich | |
| Kirchmayer Julian                 | Galizien         | |
| Klaczko Julian                    | Galizien         | am 19. September 1870 angelobt |
| Klier Franz                       | Böhmen           | am 11. November 1870 angelobt |
| Knoll Alfred                      | Böhmen           | am 10. November 1870 angelobt |
| Konopka Henryk                    | Galizien         | am 19. September 1870 angelobt |
| Korb von Weidenheim Karl          | Böhmen           | am 8. November 1870 angelobt |
| Korkoržowa Karl                   | Böhmen           | am 8. November 1870 angelobt |
| Kotz von Dobřz Christian          | Böhmen           | am 8. November 1870 angelobt |
| Kotz von Dobřz Ferdinand          | Böhmen           | am 7. März 1871 angelobt |
| Kováts Anton                      | Bukowina         | |
| Kübeck Max                        | Mähren           | |
| Kuenburg Amand von                | Schlesien        | |
| Kuranda Ignaz                     | Niederösterreich | |
| Leeder Friedrich                  | Böhmen           | am 10. November 1870 angelobt, Mandatsverzicht per Schreiben vom 15. Juni 1871                                                                                              |
| Leitenberger Friedrich            | Böhmen           | am 10. November 1870 angelobt |
| Lenz Alfred                       | Niederösterreich | |
| Liebl Josef                       | Steiermark       | |
| Lipp Eduard                       | Steiermark       | |
| Lippmann von Lissingen Josef      | Böhmen           | am 10. November 1870 angelobt |
| Ljubiša Stjepan Mitrov            | Dalmatien        | |
| Łoś August                        | Galizien         | |
| Lumbe von Mallonitz Josef         | Böhmen           | am 7. März 1871 angelobt |
| Margheri-Comandona Albin          | Krain            | am 18. April 1871 angelobt |
| Mayer Ignaz                       | Oberösterreich   | |
| Mayrhofer Franz Karl              | Niederösterreich | |
| Mende Leopold                     | Niederösterreich | |
| Morpurgo Josef                    | Triest           | am 18. April 1871 angelobt |
| Müller August                     | Böhmen           | am 3. März 1871 angelobt |
| Murnik Ivan                       | Krain            | |
| Neumann Wenzel                    | Böhmen           | am 10. November 1870 angelobt |
| Oberleithner Eduard               | Mähren           | |
| Oelz Josef Anton                  | Vorarlberg       | |
| Pascottini Carlo                  | Triest           | |
| Pauer Johann Paul                 | Steiermark       | |
| Perger von Pergenau Heinrich      | Niederösterreich | |
| Petrinò Alexander von             | Bukowina         | |
| Pfeiffer Emil                     | Galizien         | am 19. September 1870 angelobt |
| Pickert Karl                      | Böhmen           | am 10. November 1870 angelobt |
| Pillerstorff Hermann von          | Schlesien        | |
| Piotrowski Gustaw                 | Galizien         | |
| Plener Ignaz von                  | Böhmen           | am 10. November 1870 angelobt, Mandatsverzicht per Schreiben vom 7. Juni 1871                                                                                               |
| Poche Adolf von                   | Mähren           | |
| Pretis de Sisinio                 | Böhmen           | am 10. November 1870 angelobt |
| Rapp Franz                        | Tirol            | am 19. September 1870 angelobt |
| Rechbauer Karl                    | Steiermark       | |
| Rhomberg August                   | Vorarlberg       | |
| Ritter Valerius                   | Kärnten          | |
| Ruß Viktor Wilhelm                | Böhmen           | am 3. März 1871 angelobt |
| Rydzowski Andrzej                 | Galizien         | |
| Rylski Eustachy January           | Galizien         | am 19. September 1870 angelobt |
| Salm-Reifferscheid Louis          | Böhmen           | am 8. November 1870 angelobt |
| Sawczyński Zygmunt                | Galizien         | |
| Schaup Wilhelm                    | Oberösterreich   | |
| Schlosser Karl                    | Böhmen           | am 3. März 1871 angelobt |
| Schneider Karl Samuel             | Schlesien        | |
| Schrems Johann                    | Oberösterreich   | am 20. Februar 1871 angelobt |
| Schulz Richard                    | Bukowina         | |
| Schürer Franz                     | Niederösterreich | |
| Seidl Konrad                      | Steiermark       | |
| Skene Alfred                      | Mähren           | |
| Smolka Franciszek                 | Galizien         | |
| Sonntag Ignaz                     | Oberösterreich   | |
| Stauffenberg Philipp              | Böhmen           | am 20. Februar 1871 angelobt |
| Steinbrecher Bruno                | Mähren           | |
| Steinmair Johann                  | Oberösterreich   | |
| Stockert Karl                     | Kärnten          | |
| Strassoldo Leopold                | Görz             | |
| Strass Karl van der               | Mähren           | |
| Stremayr Karl von                 | Steiermark       | |
| Strosio Andreas                   | Tirol            | am 26. September 1870 angelobt |
| Sturm Eduard                      | Mähren           | |
| Styrzza Eugen                     | Bukowina         | |
| Suttner Gustav                    | Niederösterreich | |
| Svetec Luka                       | Krain            | |
| Szeptycki Jan                     | Galizien         | |
| Szczepański Miecislaus            | Galizien         | |
| Tomschitz Franz                   |                  | Mandatsverzicht per Schreiben vom 5. Juni 1871 |
| Tarnowski Jan                     | Galizien         | am 24. Mai 1871 angelobt |
| Lasser von Zollheim Josef         | Salzburg         | |
| Theumer Ernst                     | Böhmen           | am 7. März 1871 angelobt |
| Tomanek Johann                    | Mähren           | |
| Torosiewicz Emil                  | Galizien         | |
| Vidulich Franz                    | Istrien          | am 19. September 1870 angelobt |
| Vojnovič Georg Conte              | Dalmatien        | |
| Wächter Otto                      | Böhmen           | am 8. November 1870 angelobt |
| Waldert Anton                     | Böhmen           | am 10. November 1870 angelobt |
| Waser Josef von                   | Steiermark       | |
| Weigel Ferdynand                  | Galizien         | |
| Weinhandl Johann                  | Steiermark       | |
| Wenzličzke August                 | Mähren           | |
| Weeber August                     | Mähren           | |
| Wereszczyński Józef               | Galizien         | |
| Wickhoff Franz                    | Oberösterreich   | |
| Wodzicki Ludwik                   | Galizien         | |
| Wolański Nikolaus                 | Galizien         | |
| Wolfrum Karl                      | Böhmen           | am 8. November 1870 angelobt |
| Zaillner Innocenz                 | Mähren           | |
| Zetwitz Karl Moritz               | Böhmen           | am 20. Februar 1871 angelobt |
| Zyblikiewicz Mikołaj              | Galizien         | |